# Olle Enderlein

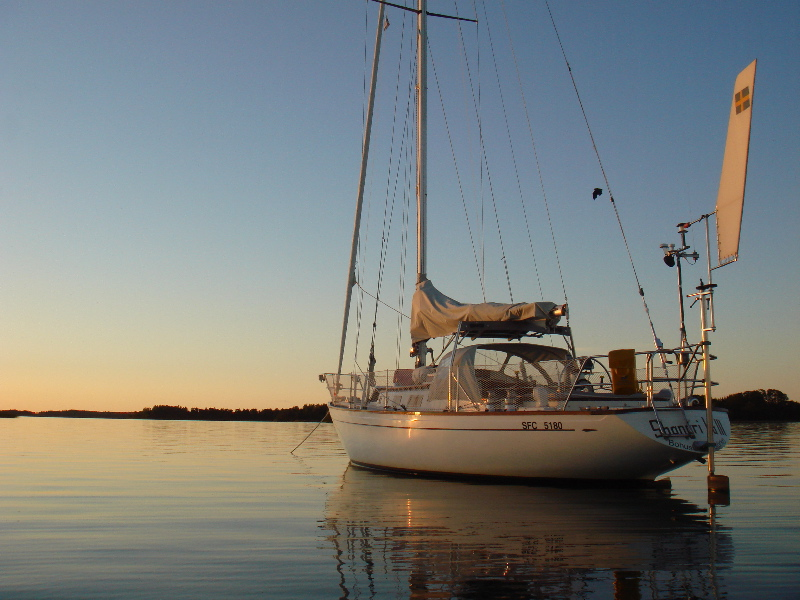
OE 36

Olle Enderlein (* 1917 in Norrköping; † 1993) war ein schwedischer Segelbootskonstrukteur.

## Leben
Olle Enderleins Familie stammt aus Finnland. Er wurde 1917 in Norrköping als Sohn eines Zollbeamten geboren. Durch die Besuche eines Sommerhauses der Familie in Bråviken lernte Enderlein die Seefahrt kennen und schätzen. Nach Abschluss der schulischen Bildung begann Enderlein ein Ingenieursstudium.
Im Alter von 27 Jahren verließ er seine damalige Arbeitsstelle beim Motorenhersteller Archimedes und konzentrierte sich auf die Yachtkonstruktion. Im Laufe seines Lebens schaffte Enderlein es, durch seine Entwürfe zu Weltruhm zu gelangen.
Auf ihn gehen Boote wie die Hallberg-Rassy 35 Rasmus zurück, die erstmals ein Mittelcockpit mit Windschutzscheibe und Achterkajüte aufwies, weitere seiner Konstruktionen für dieses Unternehmen waren die HR 352, HR 38, HR 382, HR 41, HR 42 und HR 49. Auch für andere Werften (z. B. NAJAD) entwarf er Segelschiffe, wie die OE-Boote, die nach seinen Initialen benannt wurden. Insgesamt gehen etwa 200 Konstruktionen auf ihn zurück.